# ماژل برت
ماژل برت (انگلیسی: Majel Barrett؛ ۲۳ فوریهٔ ۱۹۳۲ – ۱۸ دسامبر ۲۰۰۸) یک هنرپیشه، بازیگر سینما، و تهیه‌کننده اهل ایالات متحده آمریکا بود. وی بین سال‌های ۱۹۵۷ تا ۲۰۰۸ میلادی فعالیت می‌کرد.
از فیلم‌ها یا برنامه‌های تلویزیونی که وی در آن نقش داشته‌است می‌توان به پیشتازان فضا اشاره کرد.